# Busan (Mesopotàmia)

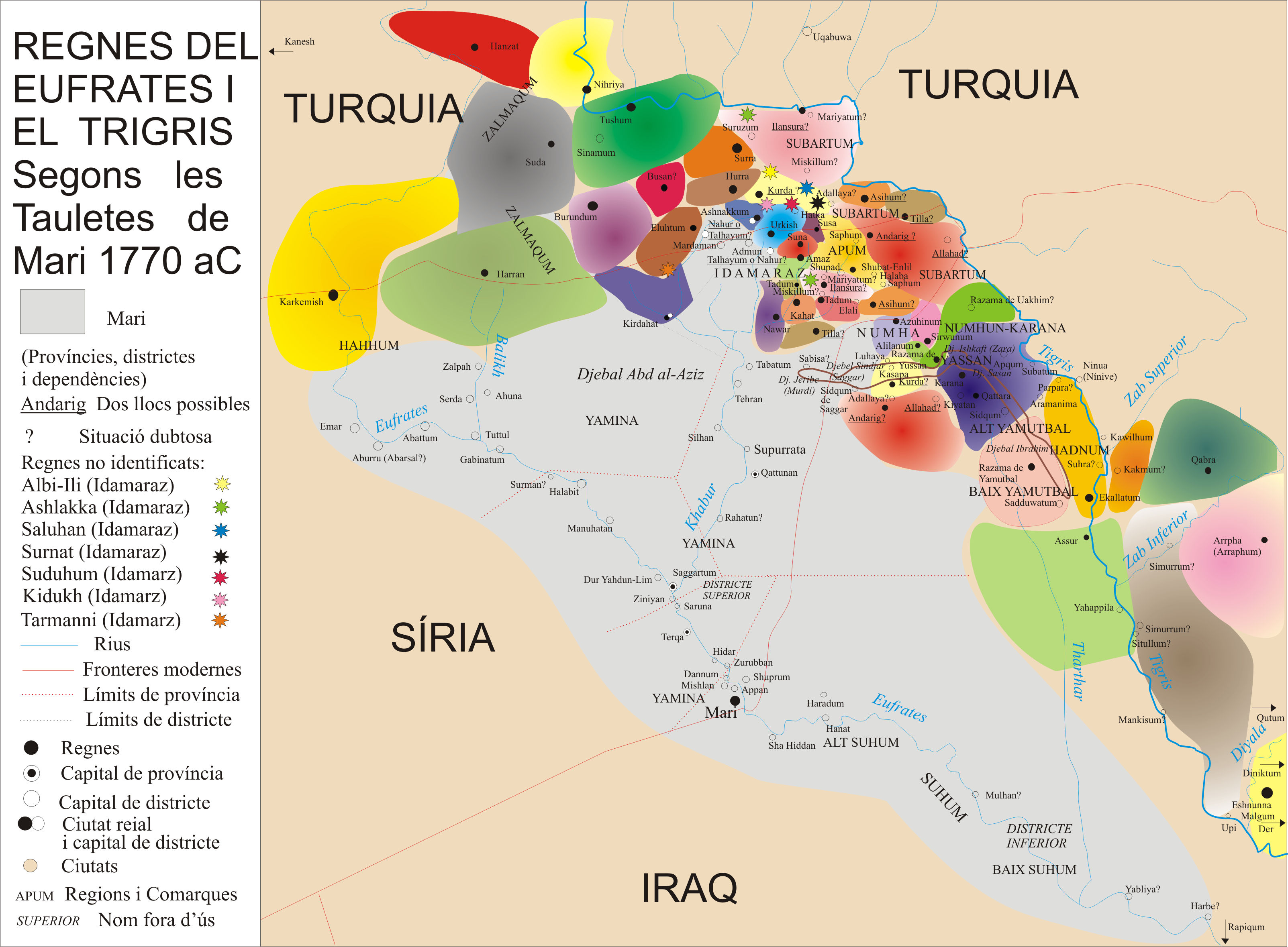
Mapa

Bi'usnem o Busan fou una ciutat estat i regne de Mesopotàmia a la regió d'Idamaraz, esmentat a les tauletes de Mari però del qual es desconeix absolutament la situació i cap detall de la seva història. Una de les cartes esmenta al rei de Bi'usnem (lectura variant: Busnan), però no en dona el nom.